# Vulture
Vulture — американський новинний веб-сайт розваг. Він існує як окремий розділ поп-культури журналу New York, що видається Vox Media. Його слоган: «Devouring culture» (укр. Поглинання культури).

## Історія
Vulture дебютував у квітні 2007 року як nymag.com/vulture як розважальний блог в окремому розділі на веб-сайті журналу New York. Мелісса Мерц і Ден Койс були редакторами-засновниками. Початково в центрі уваги були телевізійні та кіноновини, особливо підсумки останніх телесеріалів. Згодом він розширився, щоб публікувати новини та критику в інших сферах високої та низької культури, таких як музика, книги, комедії та подкасти.
New York почав відокремлюватися від Vulture у 2010 році, коли він переробив сайт із формату блогу, щоб більше виглядати як «повноцінний» онлайн-журнал. У лютому 2012 року Vulture перейшов на незалежну URL-адресу Vulture.com.
Перший щорічний дводенний захід за участю знаменитостей з різних сфер поп-культури Vulture Festival відбувся в Нью-Йорку в 2014 році.
Батьківська установа Vulture, компанія New York Media, купила сайт комедійних новин Splitsider у The Awl Network і включила його висвітлення до Vulture у 2018 році. Vulture став частиною Vox Media, коли New York Media LLC була придбана Vox Media LLC у вересні 2019 року.